# Авіаційний медичний центр Державного університету "Київський авіаційний інститут"
Авіаційний медичний центр Державного університету "Київський авіаційний інститут" (АМЦ ДУ КАІ) — реалізує питання медичної сертифікації авіаційного персоналу цивільної авіації України та забезпечує нагляд за здоров'ям студентів університету.
Має Державну ліцензію, акредитаційний сертифікат вищої категорії МОЗ України та дозволи відповідних вповноважених органів на надання широкого кола медичної допомоги всім потребуючим та проведення спеціалізованих експертних комісій. На умовах договору здійснюється медичне обслуговування як окремих фізичних осіб, так і організацій (незалежно від форми власності).

## Основні медичні напрямки АМЦ ДУ КАІ
- сертифікація авіаційного персоналу цивільної авіації України 1,2,3 класів відповідно до вимог JAR-FCL 3
- медичний нагляд у між сертифікаційний період
- надання консультативно-лікувальної допомоги
- диспансерний нагляд
- профілактичні огляди
- клініко-лабораторні методи діагностики
- інструментальні методи діагностики

## Послуги
- спеціалізована експертна комісія по сертифікації авіаційного персоналу цивільної авіації України;
- профілактичні огляди декретованих контингентів (працівників харчування та водопостачання, працівників зі шкідливими умовами праці тощо);
- проведення медичного огляду при первинному влаштуванні на роботу, періодичні медогляди;
- широкий вибір стоматологічних послуг, в тому числі зубне протезування;
- клінічні та біохімічні лабораторні дослідження, онкомаркери, гормони, діагностика патології вагітності, інфекційних захворювань, урогенітальних інфекцій, ДНК-діагностика (500 видів);
- флюорографія органів грудної порожнини з цифровою обробкою інформації, рентгеноскопія, рентгенографія, томографія легень, внутрішньовенна урографія нирок, рентгенографія зубів;
- комп'ютерна діагностика захворювань внутрішніх органів, електроенцефалографія, велоергометрія, кардіографія, реоенцефалографія, фіброгастроскопія, колоноскопія, ультразвукові дослідження внутрішніх органів, щитоподібної та молочної залоз;
- масаж, косметологічне та фітотерапевтичне лікування захворювань шкіри, фізичні лікувальні фактори: водолікувальні процедури; електро-, світло-, тепло-процедури; електромагнітне поле;
- медичне обслуговування студентів — іноземців;
- медичні огляди кандидатів (абітурієнтів) до вступу на навчання у вищі та середньо-спеціальні навчальні заклади (з отриманням довідки за формою 086-у).
- лікування в умовах денного стаціонару.[2]

## Історія створення та розвитку медичної служби ДУ КАІ
- 1933 — створено медичну службу Київського авіаційного інституту.
- 1965 — створення Київського інституту інженерів цивільної авіації. До штату медичної служби введено лікарсько-експертну комісію.
- 1972 — створення медико-санітарної частини, яку розміщено у новій сучасній чотириповерховій будівлі, у складі поліклінічного відділення, стаціонару, льотно-експертної комісії.
- 1980 — 1991 — медсанчастина стала центром передового досвіду в системі медичного забезпечення персоналу Аерофлоту. На її базі існували курси підвищення кваліфікації авіаційних лікарів, стартових фельдшерів, медичних сестер функціональної діагностики.
- 1994 — проведено капітальний ремонт та повне технічне переоснащення медико-санітарної частини.
- 2001 — створення медичного центру Національного авіаційного університету, який має державну ліцензію на медичну практику, акредитаційний сертифікат та дозволи відповідних вповноважених органів на надання широкого кола медичної допомоги.
- 2003 — в університеті створено кафедру біокібернетики і аерокосмічної медицини, основними напрямками досліджень якої стали розробка та впровадження сучасних засобів оцінки психофізіологічного стану здоров'я операторів екстремальних видів діяльності, інформаційні технології оцінювання та діагностування психічних і фізіологічних можливостей операторів, сучасні методи та засоби експлуатації біомедикотехнічних комплексів і систем.
- 2005 — відновлення роботи постійно діючої лікарсько-льотної сертифікаційної комісії, яка отримала усі необхідні дозволи та сертифікати Державної авіаційної адміністрації України та з правом на проведення початкових обстежень, продовження чинності та перепідтвердження медичних сертифікатів відповідного класу.
- 2006 — проведення з лікарями лікарсько-льотної сертифікаційної комісії МЦ НАУ курсів підвищення кваліфікації на базі інституту ІСАО за напрямком "Медичні положення щодо видачі свідоцтв авіаційному персоналу".
- 2007 — реорганізація лікарсько-льотної сертифікаційної комісії в медичну сертифікаційну у зв'язку з переходом цивільної авіації України на Спільні Авіаційні вимоги JAR-FCL 1.2.3.4.
- 2008 — проведення перших всеукраїнських навчально-методичних зборів та семінару за участі міжнародних експертів, керівників медико-санітарних частин, закладів освіти цивільної авіації та авіамедичних екзаменаторів (АМЕ), які займаються питаннями сертифікації авіаційного персоналу України.
- 2009 — проведення на базі Медичного центру НАУ міжнародного аудиту за напрямком діяльності Part FCL 3 у рамках проєкту Твіннінг "Гармонізація норм законодавства та стандартів України з нормами законодавства та стандартів ЄС в галузі цивільної авіації" за участі провідних фахівців Державної авіаційної адміністрації та закордонних експертів.
- 2010 — відкриття оновленого стоматологічного відділення.
- 2011 — участь у семінарі Державної авіаційної служби для головних лікарів та авіа медичних екзаменаторів цивільної авіації України «Нормативно-правове регулювання медичного забезпечення цивільної авіації України. Наказ Державіаслужби України № 241 від 12.10.2011 року «Про створення Медичної ради Державіаслужби України», до складу якої увійшли п’ять висококваліфікованих лікарів Медичного центру Національного авіаційного університету.
- 2012 — На виконання вимог Повітряного Кодексу України з метою реалізації питань щодо медичного забезпечення авіаційного персоналу навчального закладу, оптимізації використання матеріально-технічної бази медичного закладу та надання кваліфікованої медичної допомоги Наказом Ректора НАУ № 317/од від 11.12.2012 р. створено новий структурний підрозділ – Авіаційний медичний центр (АМЦ). АМЦ створено на базі реорганізованого Медичного центру.
- 2013 — Відповідно до вимог статті 54 Повітряного кодексу України, Наказу Міністерства інфраструктури України від 30 жовтня 2012 року № 730, Наказу Голови Державної авіаційної служби України № 227 від 22.03.2013 року «Про надання повноважень авіаційному медичному центру НАУ на проведення медичної сертифікації авіаційному персоналу» Головному лікарю АМЦ Вадиму Петліну вручено Посвідчення АМЕ (авіаційного медичного екзаменатора) та Сертифікат № 1 Авіаційного медичного центру на право проведення сертифікації авіаційного персоналу Цивільної авіації України.

## Структурні підрозділи
Лікувально-профілактичні відділення
- хірургія
- стоматологія
- терапія
- фізіотерапія
- санепідемслужба
- денний стаціонар

Діагностичні відділення та кабінети
- клініко-діагностична лабораторія
- рентгенологія
- функціональна діагностика
- кабінети ультразвукової діагностики
- ортопедичний кабінет

Лікарі-спеціалісти
- хірург
- терапевт
- акушер-гінеколог
- уролог
- оториноларинголог
- офтальмолог
- кардіолог
- невропатолог
- психіатр
- дерматовенеролог
- лікар-стоматолог-ортопед
- інфекціоніст
- лікар-епідеміолог

Лікарсько-консультативні (експертні) комісії
- сертифікації авіаційного персоналу цивільної авіації України 1,2,3 класів та медичного супроводу у меж сертифікаційний період
- оформлення санітарної книжки та проведення профілактичного огляду працівників підприємств харчування промисловості та торгівлі
- проведення медичного огляду при влаштуванні на роботу, періодичні медогляди
- медичні огляди кандидатів до вступу на навчання у вищі та середні-спеціальні навчальні заклади (абітурієнтів) (з отриманням довідки за формою 086-у)
- по проведенню медоглядів працівників, зайнятих на важких роботах зі шкідливими чи небезпечними умовами праці, а також осіб віком до 21 року

## Керівництво АМЦ ДУ КАІ
- Головний лікар — Петлін Вадим Олександрович
- Заступник головного лікаря з медичної частини — Діхтярук Вікторія Євгеніївна